# 閻繩芳
閻繩芳（1515年—1565年），字世武，號漫川，山西太原府祁縣人，軍籍，明朝政治人物。

## 生平
嘉靖二十二年（1543年）癸卯科山西鄉試第二十二名舉人，二十六年（1547年）中式丁未科會試第二百九十一名，三甲第九十七名進士。工部觀政，授長安縣知縣，四十四年（1565年）卒。

## 著作
著有《重修鎮河樓記》。

## 家族
曾祖閻威，上海縣稅課司大使；祖父閻睿，浙江按察司副使；父閻師賢。母陳氏。具慶下。